# 大関増備
大関 増備（おおぜき ますとも）は、江戸時代中期の大名。下野国黒羽藩8代藩主。
享保17年（1732年）11月19日、7代藩主・大関増興の長男として江戸で生まれる。延享5年（1748年）6月13日、江戸幕府9代将軍・徳川家重に御目見し、弾正と通称を改める。宝暦12年（1762年）、藩政改革の私案を「政事改正考草按」にまとめ増興に提出した。宝暦13年（1763年）10月10日、父の隠居により跡を継ぎ、名を増墨から増備に改める。同年12月9日、従五位下・因幡守に叙任されたが、1年足らずの翌年8月27日に死去した。
跡を長男・増輔が継いだ。

## 系譜
父母
- 大関増興（父）
- 万里 ー 六郷政晴の娘（母）

正室
- 池田政方の娘

側室
- あり

子女
- 大関増輔（長男）生母は側室
- 娘